# Амадей IX Савойски
Вижте пояснителната страница за други личности с името Амадей Савойски.
Амадей IX Савойски Блаженият (на италиански: Amedeo IX di Savoia, il Beato; * 1 февруари 1435, крепост на Тонон, дн. Франция; † 30 март 1472, Верчели, дн. Италия) е 3-ти херцог на Савоя, принц на Пиемонт и граф на Аоста, на Мориен и на Ница (1465 – 1472), блажен на Католическата църква.

## Произход
Амадей е първороден син на Лудвиг Савойски Стария (* 1413, † 1465), херцог на Савоя, принц на Пиемонт, граф на Аоста, на Мориен и на Ница (1439 – 1465), и на съпругата му Анна дьо Лузинян (* 1419, † 1462). Негови дядо и баба по бащина линия са Амадей VIII Савойски, 1-ви херцог на Савоя, и Мария Бургундска, а по майчина – Янус, крал на Кипър и Йерусалим, и Карлота дьо Бурбон. Има девет братя и осем сестри:
- Мария (* 1436, † 1437)
- Лудвиг (* 1437, † 1482), граф на Женева, крал на Кипър като съпруг на Шарлота дьо Лузинян, дъщеря на краля на Кипър Жан II , и съпруг на Анабела Шотландска, дъщеря на краля на Шотландия Джеймс I
- Маргарита (* 1439, † 1485), маркграфиня на Монферат като съпруга на Джовани IV, и графиня на Сен Пол и на Соасон като съпруга на Пиер II Люксембургски
- Жан (* 1440, † 1491), граф на Женева, граф на Фосини, губернатор на Ница, съпруг на Елена Люксембургска и на Магдалена Бретанска
- Шарлота (* 1441, † 1483), кралица на Франция като съпруга на Луи XI, майка на краля на Франция Шарл VIII и на принцеса Ан дьо Божо
- Аймон (* 1442, † 1443)

- Филип (* 1438 или 1443, † 1497), родоначалник на династическия клон на Савоя-Брес и 7-и херцог на Савоя (1496 – 1497) с името Филип II Савойски Безземни, съпруг на Маргарита дьо Бурбон
- Жак (* 1444, † 1445)
- Агнес (* 1445, † 1508), съпруга на Франсоа I Орлеански-Лонгвил
- Петър (* 1446, † 1458), абат на базиликата „Сант Андреа“ във Верчели, епископ на Женева, архиепископ на Тарантез
- Йохан Лудвиг (Жан-Луи) (* 1447, † 1482), църковно лице, администратор на Женевската епархия и администратор на Тарантез
- Мария (* 1448, † 1475), графиня на Сен Пол и Лини като съпруга на конетабъла Лудвиг Люксембургски-Сен-Пол
- Бона (* 1449, † 1503), херцогиня на Милано като съпруга на Галеацо Мария Сфорца
- Жак (* 1450, † 1486), господар на Во, съпруг на племенницата си Мария Люксембургска-Сен-Пол
- Анна (*/† 1452)
- Франц (* 1454, † 1490), архиепископ на О и администратор на Женевската митрополия
- Жана (* ок. 1456).

Има и няколко природени братя и сестри от извънбрачни връзки на баща си.

## Биография

### Управление
Без интерес към управлението на държавата, Амадей IX е политически незначителен. Тази му незначителност се засилва още повече след брака му през 1452 г. с Виоланта дьо Валоа (известна също като Йоланда Френска), сестра на краля на Франция Луи XI, с която е сгоден от първите години от живота си: френският монарх силно се намесва в делата на Пиемонт, като дори дава сестра си Бона Савойска за жена на херцога на Милано Галеацо Мария Сфорца, без да вземе предвид възраженията на младия херцог. Тази зависимост от Франция може да се види и в съюзите, поддържани от Амадей IX във войната между Луи XI и Шарл Дръзки, херцог на Бургундия: Савоя подкрепя крал Луи, който в замяна подкрепя атаката, замислена от брат му Филип Савойски срещу маркграф Вилхелм VIII Монфератски. След като се установяват в Бург ан Брес, Амадей и съпругата му са яростно нападнати от брата на Амадей, Филип, който започва да таи дълбока омраза към бъдещия херцог.

Тежката болест, от която страда Амадей IX – епилепсия, благоприятства прекомерната власт на неговите братя и братовчеди, които, познавайки състоянието на нещата, правят каквото си пожелаят във владенията му. Разбирайки сериозността на ситуацията, Амадей IX свиква Генералните щати на Пиемонт през 1469 г., оповестявайки публично желанието си да се оттегли от властта и да напусне Регентския съвет, ръководен от съпругата му Виоланта.
Неговият брат Филип, който таи голяма мъст срещу Амадей IX, отприщва яростта на семейството към херцога, използвайки като претекст решението му да предаде регентството на съпругата си: заедно с братята си Жак и Лудвиг той е начело на истински бунт срещу Амадей IX, който е затворен и освободен едва след заповед на краля на Франция. Херцогиня Виоланта, подкрепена от пиемонтците и французите, най-накрая успява да вземе надмощие, запазвайки регентството над Савойските държави.

### Смърт
Амадей IX, изтощен от гражданската война, се премества във Верчели – град, който много обича и на който прави много завещания. Там той се концентрира само върху подпомагането на бедните хора до смъртта си през 1472 г. на 37-годишна възраст. Тленните му останки са погребани в Катедралата на Верчели. Параклисът му там е проектиран от херцогския инженер Микеланджело Гарове през 1690 г. и е построен от Франческо Априле ди Карона.

## Блажен
Човек с малка политическа стойност, Амадей IX се насочва в болестта си към силната вяра. Обичан от хората, към които има голяма привързаност, той помага на бедните в своето херцогство чрез огромни финансови завещания. Пред светските удоволствия предпочита да помага на нуждаещите се: неговият начин на живот, изключително пестелив и суров, може би трябва да изненада съвременниците му. Влиза в Третия францискански орден. Той е сред най-гласовитите поддръжници на кръстоносния поход, който трябва да бъде започнат от папа Пий II за освобождаване на Константинопол, наскоро паднал в турски ръце.
Епископ Франческо ди Салес, теологът Роберто Белармино и кардинал Маврикий Савойски работят усилено за каузата за беатификацията му. Папа Инокентий XI го обявява за блажен през 1678 г. Той е патрон-закрилник на Савоя. Чества се на 30 март.

## Брак и потомство
∞ 1452 за Йоланда дьо Валоа (* 23 септември 1434, Тур; † 28 август 1478, Шамбери), дъщеря на краля на Франция Шарл VII и на Мария Анжуйска, от която има седем сина и три дъщери:
- Лудвиг Савойски (*/† 1453)
- Анна Савойска (* 1 юни 1455, † февруари 1480), принцеса на Савоя; ∞ 1478 за Федерико I (* 1452, † 1504), крал на Неапол (Династия Трастамара), от когото има една дъщеря
- Карл Савойски (* 1456, † 1471), принц на Пиемонт
- Мария Савойска (* ок. 1463, † 1511/1513), ∞ 1. 1478 за Филип, маркграф на Баден-Хахберг (* 1454, † 1503), от когото има една дъщеря 2. за Жак д'Есе, господар на Плеси
- Филиберт I Савойски „Ловецът“ (* 17 август 1465, Замък на Шамбери; † 22 септември 1482, Лион), принц на Пиемонт, 4-ти херцог на Савоя, граф на Аоста, на Мориен и на Ница (1472 – 1482); ∞ 1474 за първата си братовчедка Бианка Мария Сфорца (*1472, † 1510), дъщеря на Галеацо Мария Сфорца, херцог на Милано, и на Бона Савойска, от която няма деца.
- Луиза/Лудовика Савойска (* 1462, вероятно в Бург ан Брес, † 24 юли 1503, Орб), блажена; ∞ 1479 за Хуг, принц на Шалон († 1490), от когото няма деца
- Бернардин Савойски (*/† 1467)
- Карл I Савойски (* 29 март 1468, Кариняно; † 13 март 1490, Пинероло), 5-и херцог на Савоя (1482 – 1490), граф на Аоста, на Мориен и на Ница, принц на Пиемонт, титулярен крал на Кипър, Йерусалим и Армения (1485 – 1490), маркиз на Салуцо (1487 – 1490); ∞ 1 април 1485 за Бианка Монфератска (* 1472, † 30 март 1519), дъщеря на маркграф Вилхелм X, от която има син и дъщеря
- Йоаким Лудвиг Савойски (* 1470, † 1485), маркиз на Жекс
- Йоан Клавдий Савойски (* 1472, † 1472)